# Tomás de Herrera
Tomás José Ramón del Carmen de Herrera y Pérez Dávila (ur. 21 grudnia 1804, zm. 1 grudnia 1859) – nowogrenadzki polityk i generał, w 1840 jedyny prezydent Wolnego Państwa Przesmyku, prezydent Republiki Nowej Granady w 1854 roku, podczas rebelii przeciwko prezydentowi José María Melo.